# Borko Ristovski
Borko Ristovski (en macédonien : Борко Ристовски), né le 2 novembre 1982 à Skopje, est un joueur international macédonien de handball. Il joue au poste de Gardien de but en [et au Vardar Skopje. Il met un terme à sa carrière de joueur en 2023.
En juin 2024, il est nommé ministre des sports dans le Gouvernement Mickoski.

## Palmarès

### En clubs
- Championnat de Macédoine (7) : 2002, 2003, 2006, 2008, 2010, 2021, 2022
- Coupe de Macédoine (7) : 2003, 2006, 2009, 2010, 2012, 2021, 2022
- Championnat d'Allemagne (1) : 2016
- Championnat d'Espagne (2) : 2017, 2018
- Coupe d'Espagne (2) : 2017, 2018
- Coupe ASOBAL (2) : 2017, 2018
- Supercoupe d'Espagne (2) : 2016-17, 2017-18
- Supercoupe du Portugal (2) : 2018-19

### En équipe nationale
- 5e place au Championnat d'Europe 2012
- 10e place au Championnat d'Europe 2014
- 9e place au Championnat du monde 2015
- 11e place au Championnat d'Europe 2016
- 11e place au Championnat d'Europe 2018